# 李澄 (隋朝)
李澄（?—?），是隋朝唐仁公李昞的长子，唐高祖李渊之长兄。武德元年（618年），李渊建立唐朝，追封李澄为梁王。李澄有后嗣彭城郡王李世衍、江東郡王李世證、衡山郡王李世訓。后来唐高祖又以二哥李湛的儿子隴西王李博乂为大哥的后嗣。